# اگساراهالی (هوسادارگا)
اگساراهالی (هوسادارگا) (به انگلیسی: Agasarahalli (Hosadurga)) یک روستا در هند است که در کارناتاکا واقع شده‌است.